# LEADER
LEADER, dall'acronimo dal francese Liaison entre actions de développement de l'économie rurale (Collegamento tra azioni volte allo sviluppo delle economie rurali), è un approccio allo sviluppo locale utilizzato nell'Unione europea per lo sviluppo delle zone rurali.
L'approccio prevede che lo sviluppo dei territori e le comunità sia favorito tramite strategie di sviluppo locale elaborate e attuate da GAL (Gruppi di Azione Locale), cioè partenariati composti da rappresentanti degli interessi socio-economici locali sia pubblici che privati.
I GAL hanno il compito di elaborare e attuare una strategia di sviluppo locale sulla base delle esigenze di sviluppo e delle potenzialità del singolo territorio.

## L'approccio Leader
L'approccio LEADER per lo sviluppo locale comprende almeno i seguenti 7 elementi, previsti ora dagli artt. 32 ss. del Regolamento UE n. 1303/2013 :
- strategie territoriali destinate a territori rurali ben definiti, di livello subregionale
- approccio dal basso verso l'alto, in ordine all'elaborazione e all'attuazione di una strategia di sviluppo locale
- partenariato pubblico-privato sul piano locale (GAL)
- approccio multisettoriale e integrato allo sviluppo locale
- implementazione e sperimentazione di approcci innovativi
- realizzazione di progetti di cooperazione
- collegamento in rete.

## Fondi europei
LEADER nasce come Programma di Iniziativa Comunitaria e viene introdotto con la riforma dei fondi strutturali attuata nel 1988 attraverso il Reg. CE 2052/1988.
Il programma Leader partì come esperimento di un approccio metodologico per coagulare a livello locale diversi progetti, operatori e risorse.
Tre generazioni di Leader hanno visto la luce come programma di iniziativa comunitaria: Leader I (1991-93), Leader II (1994-99) e Leader+ (2000-06), disciplinato dall'art. 20 del Reg. 1260/1999
Nel periodo di programmazione 2007-2013 l'approccio LEADER viene finanziato dalla UE non come un programma di iniziativa comunitaria a sé stante (Leader I, Leader II, Leader+) ma all’interno dei Programmi di sviluppo rurale (d’ora in avanti Psr) cofinanziati dal Fondo europeo agricolo per lo sviluppo rurale (FEASR, erede della sezione "Orientamento" del precedente fondo FEOGA).
Il Leader viene aggiunto ai tre Assi portanti della programmazione dei PSR per il 2007-2013 - competitività, ambiente e sviluppo rurale - come Asse metodologico n. IV (Reg. 1698/2005, art. 61).
Nel periodo di programmazione 2014-20 l’approccio CLLD (Community-Led Local Development/Sviluppo locale di tipo partecipativo) viene proposto dagli artt. 32 ss. del Regolamento generale n. 1303/2013 sui fondi strutturali e di investimento europei (fondi SIE) per il sostegno nell’ambito di ciascuno dei fondi SIE (FESR, FSE, FEASR e FEAMP) mantenendo le stesse caratteristiche dell’approccio Leader nel FEASR nella programmazione 2007-2013.
Lo sviluppo locale di tipo partecipativo sostenuto dal FEASR è denominato Sviluppo locale Leader (Reg. 1303/2013, art. 32).